# کوانتسکو
کوانتسکو (به لهستانی:  Kłącko) یک روستا در لهستان است که در گمینا بژژنو واقع شده‌است.